# Slovenska vas (Brežice, Slovenija)
Slovenska vas je naselje u Općini Brežice u istočnoj Sloveniji.  Slovenska vas se nalazi u pokrajini Dolenjskoj i statističkoj regiji Donjoposavskoj. 

## Stanovništvo
Prema popisu stanovništva iz 2002. godine Slovenska vas je imala 193 stanovnika.

### Etnički sastav
1991. godina
- Slovenci: 129 (76,3%)
- Hrvati: 34 (20,1%)
- Crnogorci: 2
- Makedonci: 1
- Nepoznato: 3 (1,8%)